# Ka'b ibn al-Ashraf
Ka'b ibn al-Ashraf (en hebreo: כעב אבן אלאשרף‎:  Ka'b iben al-Ashraf, en árabe: كعب بن الاشرف‎, muerto en 624) era según los textos islámicos un jefe judío de Medina y poeta. Fue asesinado por orden del profeta Mahoma después de la Batalla de Badr. Ka'b nació de un padre de la tribu Tayy y una madre de la tribu judía de los Banu Nadir; era reconocido como perteneciente a la tribu de su madre, de la que era uno de los jeques principales.
Según Ibn Ishaq, Mahoma pidió a sus seguidores que mataran a Ka'b porque "había ido a La Meca después de Badr y provocado a los Quraysh contra Mahoma. También compuso versos en los que lamentaba las víctimas Quraysh caídas en Badr. Poco después regresó a Medina y compuso versos amatorios de naturaleza insultante sobre las mujeres musulmanas." Otras fuentes historiográficas declaran que la razón para matar a Ka'b fue que había conspirado con un grupo de judíos para matar a Mahoma. Las escrituras de los comentaristas más tardíos como al-Zamakhshari, al-Tabarsi, al-Razi y al-Baydawi proporcionan otro informe distinto según el cual Ka'b fue asesinado porque el arcángel Gabriel había informado a Mahoma sobre un tratado firmado por él y Abu Sufyan creando una alianza entre los Quraysh y cuarenta judíos contra Mahoma durante la visita de Ka'b' a La Meca (Según el  profesor Uri Rubin, algunas alusiones a la existencia de un tratado antimusulmán entre Quraysh e Ibn al-Ashraf pueden ser encontradas en fuentes más tempranas).
El erudito en el Hadiz del siglo XIV Ibn Hajar al-Asqalani añade que las razones detrás de su muerte incluyen el hecho de que rompió su pacto con los musulmanes, viajando a La Meca y realizando un pacto con los Quraysh para unir sus fuerzas y emprender una guerra contra los musulmanes.
La orden de matar a Ka'b es mencionada en numerosos hadices. Después de la victoria de los musulmanes sobre los Quraysh en la Batalla de Badr, en marzo de 624, Ka'b estaba enojado por la ejecución de numerosos notables mecanos que habían sido capturados después de la batalla. Ibn Hisham en su biografía de Mahoma menciona a Ka'b diciendo "Por Alá, si Mahoma realmente ha derrotado a esa gente, entonces sería mejor ser enterrado en la tierra que caminar sobre ella!"
Ka'b fue a La Meca, donde escribió poemas alabando a los Quraysh e intentando incitarlos a tomar de nuevo las armas contra Mahoma. Algunas fuentes sugieren que durante una visita a La Meca, Ka'b concluyó un tratado con Abu Sufyan, estipulando la cooperación entre Quraysh y Judíos contra Mahoma.
Al regresar a Medina, Ka'b empezó una nueva campaña en la forma de canciones obscenas y poemas eróticos difamando a las mujeres musulmanas.
Mahoma dejó claro a sus compañeros que deseaba matar a Ka'b, diciendo "¿Quién está dispuesto a matar a Ka'b bin Al-Ashraf quién ha hecho daño a Alá y Su Profeta?" Muhammad ibn Maslamah se ofreció voluntario y asistido por muchos otros, incluyendo Abu Na'ila (Silkan bin Salama, hermano adoptivo de Ka‘b). Ibn Maslamah estaba preocupado porque este asesinato implicaba mentir a Ka'b, pero Mahoma le dio una dispensa para hacerlo.
Fingiendo que se unían a él, sacaron a Ka'b a dar un paseo tarde en la noche y lo mataron.
Cuando los judíos supieron de la muerte de Ka'b, "no hubo un judío que no temiera por su vida". Anteriormente, Huyayy bin Akhtab de la tribu Banu Nadir había rechazado pagar dinero de sangre por el asesinato de dos musulmanes y Abd-Alá bin Ubayy había planeado junto con nómadas aliados atacar a Mahoma. Este asedió a los Banu Nadir y ordenó a la tribu dejar Medina en 10 días. La tribu al principio decidió cumplir, pero ciertas personas de Medina entre los no creyentes se ofrecieron a ayudar a los Banu Nadir luchando contra los musulmanes. Huyayy ibn Akhtab, a pesar de la oposición dentro de la tribu, decidió así luchar, enfrentamiento que terminó con su rendición; a pesar de ello, se les permitió marchar tomando solo las posesiones que pudieran llevar en sus camellos, a excepción de las armas que también tuvieron que dejar atrás.

## Otras lecturas
Esat Ayyıldız, Ka‘b b. el-Eşref’in Arap-Yahudi Edebiyatındaki Şiirleri, Güncel Filoloji Çalışmaları, Lyon: Livre de Lyon, 2020. s.1-28.